# Seznam španskih kiparjev
Seznam španskih kiparjev.

## A
- Luis Alberto Acuña (1904-1994) (Kolumbijec)
- Andreu Alfaro
- Don José Alvarez (José Alvarez Cubero)
- Don Manuel Alvarez
- Eusebi Arnau
- Eduardo Arroyo Rodríguez (1937 - 2018)

## B
- Miquel Barcelló
- Emiliano Barral (1896 - 1936)
- Gaspar Becerra
- José Benlliure y Gil
- Miguel Berrocal
- Alonso Berruguete
- Miguel Blay y Fàbregas (1866 - 1936)

## C
- (Santiago Calatrava)
- Alonso Cano
- Enric Casanovas
- Jorge Castillo
- Eduardo Chillida
- José de Benito Churriguera
- Josep Clarà
- Nacho Criado (1943–2010)
- José Álvarez Cubero

## E
- Enrique Egas

## F
- Ángel Ferrant

## G
- Pablo Gargallo (špansko-francoski?)
- Margarita Gil Roësset
- Daniel González (špansko-francoski)
- Julio González (Pellicer) (špansko-francoski?)
- José Gutiérrez Solana

## H
- Mateo Hernández (1885-1949) (špansko-francoski)
- Manolo Hugué (špansko-francoski?)

## I
- Mateo Inurria

## L
- Carmen Laffón
- Antón Lamazares
- Antonio López García

## M
- Victorio Macho
- Julio Antonio de Madariaga
- Emilio de Madariaga
- Pedro de Mena
- Joan Miró
- Juan Martínez Montañés
- José Mora
- Juan Muñoz (1953–2001)

## O
- Bartolomé Ordóñez

## P
- Pablo Picasso
- Jaume Plensa

## R
- Julio Romero de Torres
- Luis Royo

## S
- Francisco Salzillo
- Juan Ramón Sánchez Guinot?
- Alexander Sokolov
- Susana Solano
- Urbici Soler y Manonelles

## T
- Antoni Tàpies
- Juan Bautista de Toledo
- Narcisso Tomé

## V
- Manolo Valdés